# Phedimus zokuriensis
Phedimus zokuriensis är en fetbladsväxtart som först beskrevs av Takenoshin Nakai, och fick sitt nu gällande namn av H. 't Hart. Phedimus zokuriensis ingår i släktet fetblad, och familjen fetbladsväxter. Inga underarter finns listade i Catalogue of Life.